# Eckhard Boles
Eckhard Boles (geboren am 4. September 1963 in Altena) ist ein deutscher Mikrobiologe und Biotechnologe. Seit 2002 ist er Professor für Mikrobiologie mit Schwerpunkt auf der Physiologie und Genetik niederer Eukaryonten an der Johann Wolfgang Goethe-Universität Frankfurt am Main. Er trat zum Oktober 2024 in den Ruhestand. Er arbeitet vor allem an der Optimierung von Hefen für die Industrielle Biotechnologie.

## Leben und Werk

### Wissenschaftliche Laufbahn
Eckhard Boles wurde 1963 im westfälischen Altena geboren und machte sein Abitur 1983 am Burggymnasium Altena. Von 1985 bis 1990 studierte er Chemie und Biologie an der Universität zu Köln und schloss sein Studium mit dem Diplom in Biologe nach einer Diplomarbeit zur Aufnahme und Sekretion von Aminosäuren in Corynebacterium glutamicum  am Institut für Biotechnologie des Forschungszentrums Jülich in der Arbeitsgruppe von Reinhard Krämer ab. Von 1990 bis 1994 arbeitete Boles als wissenschaftlicher Mitarbeiter am Institut für Mikrobiologie und Genetik der Technischen Hochschule Darmstadt in der Arbeitsgruppe von Friedrich K. Zimmermann, wo er 1994 mit seiner Doktorarbeit über die Regulation der Glykolyse in Saccharomyces cerevisiae promoviert wurde.
Bis 1995 blieb er als Post-Doktorand an der TH Darmstadt und arbeitete zur Funktion von Fructose-2,6-bisphosphat in der Glykolyse von Bäckerhefe. Danach wechselte er von 1996 bis 2001 als wissenschaftlicher Assistent (C1) an das Institut für Mikrobiologie der Heinrich-Heine-Universität Düsseldorf und arbeitete bis 2000 an seiner Habilitation zum Thema Glukosetransport und -stoffwechsel in Hefen, seine Venia Legendi erhielt er 2001. Er blieb bis 2002 als Oberassistent (C2) an der Universität Düsseldorf. 2002 wechselte er an die Goethe-Universität Frankfurt, wo er auf einen Lehrstuhl als C3-Professor für Mikrobiologie berufen wurde. Von November 2011 bis September 2024 war er W3-Professor für Mikrobiologie mit Schwerpunkt Physiologie und Genetik niederer Eukaryonten am selben Institut.

### Forschungstätigkeit
Die Forschungsarbeit von Eckhard Boles und seiner Arbeitsgruppe konzentriert sich auf die Untersuchung allgemeiner Stoffwechsel- und Regulationsprozesse von Hefen sowie die Entwicklung von Technologien zur Verbesserung der Anwendungen von Hefen in der Biotechnologie. Schwerpunkte der Forschung sind
- die biotechnologische Produktion von Butanol und aromatischen Molekülen
- die biotechnologische Produktion von kurzkettigen Fettsäuren, höheren Alkoholen und Polyketiden
- C5-Technologien: Fermentation von Pentosen mit rekombinanten Hefezellen
- Zuckeraufnahme und humane Glucosetransporter
- Synthetische Organellen und Kompartmentbildung

### Unternehmertätigkeit
Im Sommer 2007 war Boles gemeinsam mit Gunter Festel Mitgründer der Butalco GmbH mit Sitz in Zug in der Schweiz. Das Ziel des Unternehmens war die Entwicklung von Technologien zur gentechnischen Modifikation von Hefen für die Herstellung von Biokraftstoffen der zweiten Generation wie Bioethanol oder Biobutanol sowie anderen biobasierten Produkten. Butalco verkaufte 2012 seine Xylose-Technologie an den französischen Hefeproduzenten Lesaffre, der als Weltmarktführer für Hefen zur Herstellung von getreide-basiertem Bioethanol der ersten Generation auch im Bereich der zweiten Generation aktiv werden wollten. Zwei Jahre später übernahm Lesaffre das Unternehmen Butalco vollständig und integrierte es als eigenständige Einheit in den Lesaffre-Konzern. Zudem war Boles Mitgründer des Biotechnologieunternehmens Gothia Yeast Solutions in Göteborg in Schweden.
Er ist zudem Inhaber zahlreicher Patente für biotechnologische Prozesse und molekularbiologische Verfahren.

## Auszeichnungen und Funktionen
- Eckhard Boles wurde 1994 für seine Doktorarbeit mit dem Dissertations-Hochschulpreis der Vereinigung von Freunden der Technischen Hochschule Darmstadt ausgezeichnet.[1]
- Er ist seit 2012 Mitglied und Repräsentant für Deutschland der International Commission on Yeasts (ICY).[1]
- 2023 erhielt er den Preis für die beste Promotionsbetreuung der Goethe-Universität Frankfurt, verliehen von Goethe Research Academy for Early Career Researchers (GRADE).[6]

## Veröffentlichungen (Auswahl)
Eckhard Boles veröffentlicht regelmäßig Fachbeiträge zu seinen Forschungstätigkeiten in wissenschaftlichen Zeitschriften. Es handelt sich dabei sowohl um Beiträge originärer Forschung wie auch um Review-Beiträge zentraler Themen der Molekularbiologie und Biotechnologie, darunter:
- E. Boles: Molekulargenetische und physiologische Untersuchungen zur Regulation des Kohlenhydratstoffwechsels in Glykolysemutanten der Hefe "Saccharomyces cerevisiae" / eingereicht von Eckhard Boles. Technische Hochschule Darmstadt, Dissertation 1994.
- R. Wieczorke, S. Krampe, T. Weierstall, K. Freidel, C.P. Hollenberg, E. Boles: Concurrent knock‐out of at least 20 transporter genes is required to block uptake of hexoses in Saccharomyces cerevisiae. FEBS letters 464 (3), 1999; S. 123–128. doi:10.1016/S0014-5793(99)01698-1
- E. Boles, R. Krämer: Molecular Mechanisms Controlling Transmembrane Transport. Series Topics in Current Genetics, Vol 9, Springer Verlag, 2004. ISBN 978-3-540-21837-1
- D. Brat, E. Boles, B. Wiedemann: Functional expression of a bacterial xylose isomerase in Saccharomyces cerevisiae. Applied Environmental Microbiology 75 (8), 2009; S. 2304–2311. doi:10.1128/AEM.02522-08
- C. Weber, A. Farwick, F. Benisch, D. Brat, H. Dietz, T. Subtil, E. Boles: Trends and challenges in the microbial production of lignocellulosic bioalcohol fuels. Applied Microbiology and Biotechnology 87 (4), 2010; S. 1303–1315. doi:10.1007/s00253-010-2707-z
- M. Gottardi, M. Reifenrath, E. Boles, J. Tripp: Pathway engineering for the production of heterologous aromatic chemicals and their derivatives in Saccharomyces cerevisiae: bioconversion from glucose. FEMS Yeast Research 17 (4), 1. Juni 2017; fox035.doi:10.1093/femsyr/fox035
- W.C. Generoso, V. Schadeweg, M. Oreb, E. Boles: Metabolic engineering of Saccharomyces cerevisiae for production of butanol isomers. Current Opinion on Biotechnology 33, 2017; S. 1–7. doi:10.1016/j.copbio.2014.09.004.
- Leonie Baumann, Arun S. Rajkumar, John P. Morrissey, Eckhard Boles, Mislav Oreb: A Yeast-Based Biosensor for Screening of Short- and Medium-Chain Fatty Acid Production. ACS Synthetic Biology 7 (11), 2018; pp 2640–2646. doi:10.1021/acssynbio.8b00309.

## Belege
1. 1 2 3 4 5  Curriculum Vitae - Prof. Dr. Eckhard Boles an der Goethe-Universität Frankfurt; abgerufen am 7. Februar 2019.
2. ↑  E. Boles: Molekulargenetische und physiologische Untersuchungen zur Regulation des Kohlenhydratstoffwechsels in Glykolysemutanten der Hefe "Saccharomyces cerevisiae" / eingereicht von Eckhard Boles. Technische Hochschule Darmstadt, Dissertation 1994.
3. 1 2  Gunter Festel: Spin-offs brauchen klare Bekenntnisse laborjournal.de, 3. Juli 2018; abgerufen am 7. Februar 2019.
4. ↑  Frank Grotelüschen: Neue Hefen für Biokraftstoffe. deutschlandfunk.de, 28. März 2017; abgerufen am 7. Februar 2019.
5. 1 2  Publications/Patents/Reviews der Arbeitsgruppe Eckhard Boles an der Goethe-Universität Frankfurt; abgerufen am 7. Februar 2019.
6. ↑  GRADE: Beste Promotionsbetreuung. GRADE.uni-frankfurt.de, 26. Oktober 2023; abgerufen am 27. Oktober 2023.
7. ↑  Publikationen von E. Boles bei Google Scholar; abgerufen am 22. Februar 2019.